# Gian & Giovani (álbum de 1988)
Gian & Giovani Vol. 1 é o álbum de estreia da dupla sertaneja Gian & Giovani, lançado em 1988 pela gravadora Chantecler. Lançado em 1988, precisamente no dia 11 de novembro o álbum “Gian e Giovani Vol. 1”, marcou o inicio da dupla no mercado, com o selo Chantecler alcançou a vendagem de mais de 150 mil cópias vendidas, número expressivo para uma dupla que era conhecida somente no interior de São Paulo. 
O álbum contava com 12 faixas, dentre elas o primeiro grande sucesso dos dois irmãos foi "Amante Anônimo" seguida de "Espuma Da Cerveja", "Você Em Minha Vida", dentre outras, garantindo a presença da dupla nas paradas de sucesso do Brasil.

## Curiosidades
Quando a dupla embarcou em São Paulo, foram apresentados ao produtor Pinocchio, que se tornou um grande parceiro da dupla dando conselhos e produzindo o primeiro disco dos irmãos. “A minha primeira produção foi com Gian e Giovani, eles apareceram lá em casa, não tinham estilo, cantavam músicas de todo mundo. Vi o Giovani aquele baixinho cantando agudo, o fiz cantar grave para diferenciar dos demais, foi um contraste no mercado e o pessoal criticava muito, mas estouraram”. 

## Faixas
1. "Meus Direitos" – (Alcymar Monteiro / Zé Orlando)
2. "Você Em Minha Vida" – (Domiciano / Rionegro)
3. "Lareira do Amor" – (Domiciano / Rionegro)
4. "Espuma da Cerveja" – (Benedito Seviero / Toni Gomide)
5. "Meu Bem" – (José de Deus / Roberto Donadelli / Gian)
6. "Nosso Amor, Nossa Paixão" – (José Felipe / Paulo Gaúcho)
7. "Arco-íris" – (Dimarco)
8. "Amante Anônimo" – (Financeiro/ Monetário)
9. "Corpo Que Eu Conheço" – (José Felipe / Paulo Gaúcho)
10. "Deserto do Amor" – (José Felipe / Paulo Gaúcho)
11. "Herança" – (Denny / Maracaí)
12. "Boneca Criança" – (José Felipe / Paulo Gaúcho)